# Igor Dmitrijevics Szergejev
Igor Dmitrijevics Szergejev (Liszicsanszk, 1938. április 20. – Moszkva, 2006. november 10.) szovjet katona, orosz védelmi miniszter, az Oroszországi Föderáció marsallja.

## Élete és pályafutása
Igor Dmitrijevics Szergejev 1938. április 20-an született az akkori Szovjetunió Ukrán Szovjet Szocialista Köztársasága Vorosilovgrádi területén található Verhnyeje helységben (ma Liszicsanszk város).

### Katonai iskolái
- Nahimov Fekete-tengeri Haditengerészeti Katonai Főiskola
- F. Dzerzsinszkij Hadmérnöki Akadémia (ez az akadémia a Hadászati Rakétacsapatok felsőfokú katonai tanintézete)
- Vorosilov Vezérkari Akadémia (1980-ban végezte el)

### Fontosabb katonai beosztásai
- 1960-1971: a Hadászati Rakétacsapatok főparancsnokának közvetlen alárendeltségében különböző mérnök-parancsnoki beosztásokban teljesített

szolgálatot.
- 1971-1975: rakétaezred-törzsfőnök, majd rakétaezred-parancsnok
- 1975-1980: rakétahadosztály-törzsfőnök, majd hadosztályparancsnok (1977-ben, 39 évesen lett vezérőrnagy)
- 1980-1983: rakétahadsereg-törzsfőnök, a hadseregparancsnok első helyettese
- 1983-1985: a Hadászati Rakétacsapatok Vezérkarának hadműveleti csoportfőnöke, haderőnemi vezérkar főnökhelyettes
- 1985-1989: a Hadászati Rakétacsapatok vezérkari főnökének első helyettese
- 1989-1992: a Hadászati Rakétacsapatok főparancsnokának harckiképzési helyettese
- 1992-1997: a Hadászati Rakétacsapatok főparancsnoka
- 1997-2001: az Oroszországi Föderáció védelmi minisztere
- 2001. március 28.: saját kérésére nyugállományba vonul, Putyin elnöknek a stratégiai stabilitás kérdéseivel foglalkozó tanácsadója

I. D. Szergejev a védelmi miniszteri székben Igor Nyikolajevics Rogyionovot követte, amikor 1997. április 19-én Jelcin elnök a tévé nyilvánossága előtt, a haderőreformot tárgyaló Védelmi Tanács ülésén váltotta le az elégedetlenkedő minisztert és a vele szolidaritást vállaló vezérkari főnököt, és ott helyben kinevezte az ülésre kiegészítő jelentéstétel megtételére rendelt Szergejev hadseregtábornokot védelmi miniszterré.
Igor Szergejev kitűnő rakétaszakember volt, de az orosz haderő magasabb beosztású összfegyvernemi parancsnokai kevésbé szerették, mert a fontosabb beosztásokba sok „megbízható rakétás” parancsnokot nevezett ki. A Hadászati Rakétacsapatoknál igen nagy tekintélynek örvendett, amit tovább erősített az, hogy minisztersége alatt – az orosz haderő közismert anyagi nehézségei ellenére – az erőforrások elosztásánál prioritást élveztek a Hadászati Rakétacsapatok. Ekkor állították rendszerbe a Topol-M rakétarendszereket is. Kiharcolta viszont a hivatásos állomány elmaradt illetményeinek kifizetését, ami javított népszerűségén. Politikailag Jelcin hűséges híve volt, amit az elnök 1997. november 21-én a marsalli ranggal honorált. Ő volt az Oroszországi Föderáció első és ez idáig (2020) egyetlen marsallja.

### Tudományos munkássága
A műszaki tudományok doktora volt, és több mint 90 jelentősebb könyvet, cikket, tanulmányt írt.